# Artemesia
Artemesia is een geslacht van kreeftachtigen uit de klasse van de Malacostraca (hogere kreeftachtigen).

## Soort
- Artemesia longinaris Spence Bate, 1888